# استنیا میشل
استنیا میشل (انگلیسی: Stenia Michel؛ زادهٔ ۲۳ اکتبر ۱۹۸۷) بازیکن فوتبال اهل سوئیس است.
از باشگاه‌هایی که در آن بازی کرده‌است می‌توان به باشگاه فوتبال بازل اشاره کرد.
وی همچنین در تیم ملی فوتبال زنان سوئیس بازی کرده‌است.